# 迪岑巴赫
迪岑巴赫（德語：Dietzenbach，發音：[ˈdiːtsn̩ˌbax] ⓘ）是德国黑森州达姆施塔特行政区奥芬巴赫县的城市，也是奥芬巴赫县的县治，面积21.68平方千米，2023年12月31日人口为35,268人。

## 友好城市
迪岑巴赫与以下城市结为友好城市：
- 法國 韦利济-维拉库布莱（1976年）
- 尼加拉瓜 馬薩亞（1985年）
- 捷克 拉科夫尼克（1986年）
- 德国 伦韦格地区诺伊豪斯（1990年）
- 美国 奥科诺莫沃克（英语：Oconomowoc, Wisconsin）（2008年）
- 白俄羅斯 科斯秋科維奇（2009年）
- 中国 昆明市（2020年）